# Nuria Llagostera
Nuria Llagostera Vives es una tenista profesional retirada, nacida el 16 de mayo de 1980 en Palma de Mallorca, España.
La tenista mallorquina ganó varios títulos del circuito challenger y del circuito profesional WTA, 2 de ellos en individuales y otros 11 en dobles, categoría en la que más destacó.
En la temporada 2009 alcanzó su mejor ranking en dobles (7.ª clasificada) y se clasificó para disputar el WTA Tour Championships en la categoría de dobles junto a su compañera María José Martínez, el cual conquistaron al vencer por 7-6(0), 5-7 y 10-7 a la temible pareja compuesta por Cara Black y Liezel Huber; además hicieron historia por ser la primera dupla española en lograr el título del "Torneo de Maestras". Anteriormente lo lograron Arantxa Sánchez Vicario (2 veces) y Virginia Ruano, pero haciendo pareja con jugadoras de otro país.
Participó en los Juegos Mediterráneos de Almería 2005, en los que ganó la medalla de plata al perder la final con la también española Laura Pous por 6-2 y 6-1.
La ITF inició contra ella un procedimiento por dopaje al haber dado positivo por metanfetamina, un estimulante prohibido. En noviembre de 2013 fue suspendida por dos años tras dicho positivo. La tenista entregó una muestra de orina que contenía la sustancia en el torneo de Stanford (California, EE. UU.), y cuando la sustancia fue detectada por un laboratorio canadiense, Llagostera no presentó ningún certificado médico que le permitiera utilizarla ni razón que explicara su presencia en su organismo. En consecuencia, la mallorquina no podría volver a jugar hasta el 7 de septiembre de 2015. Llagostera declaró no saber cómo había llegado la sustancia hasta su organismo, y subrayó que había sido muy cuidadosa durante su estancia en California.
El 19 de noviembre de 2013 anunció su retirada, en una rueda de prensa, tras la mencionada sanción de dos años que le impuso la Federación Internacional de Tenis.

## Títulos (18; 2+16)

### Individuales (2)
| Leyenda                    |
| Grand Slam (0)             |
| WTA Tour Championships (0) |
| Premier (0)                |
| International (2)          |

| N.º | Fecha                 | Torneo | Superficie    | Oponente en la final | Resultado |
| --- | --------------------- | ------ | ------------- | -------------------- | --------- |
| 1.  | 14 de mayo de 2005    | Rabat  | Tierra batida | Jie Zheng            | 6-4 6-2   |
| 2.  | 24 de febrero de 2008 | Bogotá | Tierra batida | María Emilia Salerni | 6-0 6-4   |

### Finalista en individuales (1)
- 2005: Cantón (pierde ante Zi Yan).

### Clasificación en torneos del Grand Slam
| Torneo                 | 2012 | 2011 | 2010 | 2009 | 2008 | 2007 | 2006 | 2005 | 2004 | 2003 | 2002 | 2001 | Títulos |
| ---------------------- | ---- | ---- | ---- | ---- | ---- | ---- | ---- | ---- | ---- | ---- | ---- | ---- | ------- |
| Australian Open        | -    | -    | -    | 1r   | -    | -    | 1r   | 1r   | -    | 1r   | 2r   | 3r   | 0       |
| Roland Garros          | -    | 3r   | 1r   | 1r   | 1r   | 2r   | -    | 4r   | -    | -    | 1r   | 3r   | 0       |
| Wimbledon              |      | -    | 1r   | 1r   | 1r   | -    | -    | 1r   | 2r   | -    | -    | 1r   | 0       |
| US Open                |      | 1r   | 1r   | 1r   | 1r   | -    | -    | 1r   | 1r   | -    | -    | 1r   | 0       |
| WTA Tour Championships |      | -    | -    | -    | -    | -    | -    | -    | -    | -    | -    | -    | 0       |

### Dobles (16)
| Leyenda                    |
| Grand Slam (0)             |
| WTA Tour Championships (1) |
| Premier (5)                |
| International (10)         |

| N.º | Fecha                  | Torneo                 | Superficie    | Pareja              | Oponentes en la final                       | Resultado        |
| --- | ---------------------- | ---------------------- | ------------- | ------------------- | ------------------------------------------- | ---------------- |
| 1.  | 20 de agosto de 2004   | Sopot                  | Tierra batida | Marta Marrero       | Klaudia Jans Alicja Rosolska                | 6-4 6-3          |
| 2.  | 1 de octubre de 2005   | Pekín                  | Dura          | María Vento         | Zi Yan Jie Zheng                            | 6-2 6-4          |
| 3.  | 16 de junio de 2007    | Barcelona              | Tierra batida | Arantxa Parra       | Lourdes Domínguez Flavia Pennetta           | 7-6(3) 2-6 12-10 |
| 4.  | 1 de marzo de 2008     | Acapulco               | Tierra batida | María José Martínez | Iveta Benešová Petra Cetkovská              | 6-2 6-4          |
| 5.  | 12 de julio de 2008    | Palermo                | Tierra batida | Sara Errani         | Alla Kudryavtseva Anastasiya Pavliuchenkova | 2-6 7-6(1) 10-4  |
| 6.  | 21 de febrero de 2009  | Bogotá                 | Tierra batida | María José Martínez | Gisela Dulko Flavia Pennetta                | 7-5 3-6 10-7     |
| 7.  | 28 de febrero de 2009  | Acapulco               | Tierra batida | María José Martínez | Lourdes Domínguez Arantxa Parra             | 6-4 6-2          |
| 8.  | 19 de abril de 2009    | Barcelona              | Tierra batida | María José Martínez | Sorana Cirstea Andreja Klepac               | 3-6 6-2 10-8     |
| 9.  | 19 de julio de 2009    | Palermo                | Tierra batida | María José Martínez | Darya Kustova Mariya Koryttseva             | 6-1 6-2          |
| 10. | 23 de agosto de 2009   | Toronto                | Dura          | María José Martínez | Samantha Stosur Rennae Stubbs               | 2-6 7-5 11-9     |
| 11. | 30 de agosto de 2009   | New Haven              | Dura          | María José Martínez | Iveta Benešová Lucie Hradecka               | 6-2 7-5          |
| 12. | 1 de noviembre de 2009 | WTA Tour Championships | Dura          | María José Martínez | Cara Black Liezel Huber                     | 7-6(0) 5-7 10-7  |
| 13. | 20 de febrero de 2010  | Dubái                  | Dura          | María José Martínez | Kveta Peschke Katarina Srebotnik            | 7-6(5) 6-4       |
| 14. | 10 de abril de 2011    | Marbella               | Tierra batida | Arantxa Parra       | Sara Errani Roberta Vinci                   | 3-6 6-4 10-5     |
| 15. | 7 de enero de 2012     | Brisbane               | Dura          | Arantxa Parra       | Raquel Kops-Jones Abigail Spears            | 7-6(2) 7-6(2)    |
| 16. | 23 de junio de 2012    | Eastbourne             | Hierba        | María José Martínez | Liezel Huber Lisa Raymond                   | 6-4 y ret.       |

### Finalista en dobles (11)
- 2004: Hasselt (junto a Marta Marrero pierden ante Jennifer Russell y Mara Santangelo).
- 2005: Rabat (junto a Lourdes Domínguez pierden ante Emilie Loit y Barbora Strýcová).
- 2005: s´Hertogenbosch (junto a Iveta Benešová pierden ante Anabel Medina y Dinara Sáfina).
- 2008: Berlín (junto a María José Martínez pierden ante Cara Black y Liezel Huber).
- 2008: Barcelona (junto a María José Martínez pierden ante Lourdes Domínguez y Arantxa Parra).
- 2009: Auckland (junto a Arantxa Parra pierden ante Nathalie Dechy y Mara Santangelo).
- 2009: Bastad (junto a María José Martínez pierden ante Gisela Dulko y Flavia Pennetta).
- 2009: Cincinnati (junto a María José Martínez pierden ante Cara Black y Liezel Huber).
- 2010: Roma (junto a María José Martínez pierden ante Gisela Dulko y Flavia Pennetta).
- 2011: Bastad (junto a Arantxa Parra pierden ante Lourdes Domínguez y María José Martínez).
- 2012: Pekín (junto a Sania Mirza pierden ante Yekaterina Makarova y Yelena Vesnina).